# Close (canção de Nick Jonas)
"Close" é uma canção do artista norte-americano Nick Jonas, com a participação especial da artista sueca Tove Lo. "Close" foi o primeiro single do terceiro álbum de estúdio de Nick a solo, Last Year Was Complicated. A canção foi lançada em 25 de março de 2016 pelas gravadoras Island, Safehouse e Republic Records como primeiro single do projeto. Foi escrita por Robin Fredriksson, Mattias Larsson, Julia Michaels, Justin Tranter e Tove Lo.

## Alinhamento de faixas
- Versão remix (download digital)[2]

1. "Close" (Louis Vivet Remix) – 3:28
2. "Close" (Dan E Radio Remix) – 3:44

## Desempenho nas paradas musicais
| Tabela musical (2016)                             | Melhor posição |
| ------------------------------------------------- | -------------- |
| África do Sul (EMA)                               | 7              |
| Austrália (ARIA)                                  | 37             |
| Áustria (Ö3 Austria Top 75)                       | 54             |
| Bélgica (Ultratop 50 de Flandres)                 | 33             |
| Bélgica (Ultratip Bubbling Under da Valônia)      | 7              |
| Canadá (Canadian Hot 100)                         | 12             |
| Canadá (Billboard CHR/Top 40)                     | 11             |
| Canadá (Billboard Hot AC)                         | 14             |
| República Checa (Rádio Top 100)                   | 38             |
| República Checa (Singles Digitál Top 100)         | 26             |
| Dinamarca (Tracklisten)                           | 34             |
| França (SNEP)                                     | 165            |
| O campo songid é OBRIGATÓRIO PARA PARADA ALEMÃ    | 61             |
| Irlanda (IRMA)                                    | 33             |
| Itália (FIMI)                                     | 75             |
| Letônia (Latvijas Top 40)                         | 38             |
| Países Baixos (Dutch Tipparade)                   | 2              |
| Países Baixos (Single Top 100)                    | 57             |
| Nova Zelândia (Recorded Music NZ)                 | 11             |
| Portugal (AFP)                                    | 24             |
| Escócia (Official Charts Company)                 | 21             |
| Eslováquia (Rádio Top 100)                        | 53             |
| Eslováquia (Singles Digitál Top 100)              | 20             |
| Espanha (PROMUSICAE)                              | 34             |
| Suécia (Sverigetopplistan)                        | 41             |
| Suíça (Schweizer Hitparade)                       | 39             |
| Reino Unido (UK Singles Chart)                    | 25             |
| Estados Unidos (Billboard Hot 100)                | 14             |
| Estados Unidos (Billboard Adult Top 40)           | 32             |
| Estados Unidos (Billboard Dance/Mix Show Airplay) | 22             |
| Estados Unidos (Billboard Dance Club Songs)       | 4              |
| Estados Unidos (Billboard Mainstream Top 40)      | 10             |
| Estados Unidos (Billboard Rhythmic)               | 19             |